# Nhóc Miko – Cô bé nhí nhảnh
Nhóc Miko! - Cô bé nhí nhảnh (tiếng Nhật: こっちむいて!みい子 Hepburn: Kocchi muite! Miiko) là một loạt manga Nhật Bản do họa sĩ Ono Eriko sáng tác vào năm 2007. Manga đã được cấp phép bản quyền tại Việt Nam, do nhà xuất bản Trẻ ấn hành năm 2012. Bộ truyện kể về cuộc sống của cô bé Yamada Miko và các bạn của mình. Hiện series đã phát hành tới tập 38.

## Nội dung
Truyện lấy bối cảnh về cuộc sống thường ngày của những cô cậu bé học sinh tại Tokyo, Nhật Bản, mà nhân vật trung tâm là cô bé Yamada Miko. Các tập truyện xoay quanh cuộc sống cùng những câu chuyện xảy ra hàng ngày của Miko và các bạn, đôi khi có những vấn đề và khó khăn mà ai cũng có thể trải qua một lần và những chi tiết "tình củm" thú vị của cặp đôi Miko và Tappei. Ở cuối một vài tập truyện sẽ có một câu truyện về những nhân vật khác, không liên quan tới dàn nhân vật của Nhóc Miko. Xuyên suốt series, tính cách và mối quan hệ của các nhân vật cũng được phát triển theo thời gian và nhiều nhân vật mới cũng được tác giả giới thiệu.

## Nhân vật

### Gia đình Miko
- Yamada Miko: Nhân vật chính trong series. Tại thời điểm bắt đầu series, cô bé học lớp 5 và hiện tại là lớp 7(chap mới nhất phát hành tại Nhật ngày 2/5/2023). Miko thích ăn , xem tivi và đọc truyện tranh. Bạn thân của cô bé là Shimura Mari và Ogawa Yuko. Miko cũng chơi thân với cậu bạn cùng lớp là Eguchi Tappei và thường xuyên bị ghép đôi với cậu cùng Yoshida Ikuya - một cậu bạn khác, đang để ý cô nhóc. Cô bé khá nghịch ngợm, bừa bộn và có tính cách hơi trẻ con,hoạt bát và rất hồn nhiên. Tuy thỉnh thoảng có phá phách và gây ra nhiều rắc rối nhưng cô bé lại luôn cố tìm cách để sửa chữa lỗi lầm, đồng thời cũng vô cùng quan tâm tới mọi người xung quanh và luôn cố gắng giải quyết những xích mích giữa bạn bè và gia đình. Dù thường xuyên cãi nhau với em trai mình là Mamoru nhưng cô bé cũng rất yêu em trai và từng giúp Mamoru vượt qua việc bị bắt nạt ở lớp. Miko còn có một cô em nữa là Momo. Miko rất yêu quý và trân trọng những người bạn của mình, đôi khi còn đưa ra những lời khuyên hữu ích cho những ai đang gặp khó khăn. Sinh nhật của Miko được tiết lộ là vào ngày 5/5 trùng với ngày Thiếu nhi của Nhật Bản và cũng là sinh nhật của tác giả (Ono Eriko).
- Yamada Mamoru (山田まもる?): Em trai của Miko. Ngược lại với chị gái mình, Mamoru là cậu bé rất chăm chỉ, yêu sạch sẽ và vô cùng trách nhiệm. Mamoru thích giúp đỡ gia đình mình và là thường là người làm hết việc nhà khi bố mẹ đi vắng. Dù thường xuyên cãi nhau với Miko nhưng Mamoru đôi khi cũng rất hiểu và đồng lòng với Miko. Mamoru vô cùng yêu thương em gái mình là bé Momo. Cậu bé thích chơi bóng chày và có bạn gái là Kobayashi Yuka.
- Yamada Rie: Mẹ của Miko, có công việc là biên tập viên mảng truyện tranh Shōjo của tạp chí Ocha nên rất bận rộn và thường về nhà trễ. Tuy đôi khi rất nghiêm khắc và hay càu nhàu con cái và cả chồng mình, nhưng Rie thực chất vô cùng yêu quý và luôn quan tâm các thành viên trong gia đình.
- Yamada Kousuke: Bố của Miko, có công việc là phóng viên tại một tòa soạn báo. Kousuke đã quen vợ mình là Rie từ khi còn học đại học nên hai vợ chồng rất hiểu nhau. Ông cũng là một người yêu thích bóng chày giống con trai mình là Mamoru. Ông có tính cách điềm đạm và rất am hiểu tâm lý con cái.
- Yamada Momo: Thành viên nhỏ nhất của gia đình Yamada, em gái của Miko và Mamoru. Cô bé rất thích chơi đùa cùng mọi người và ghét thấy cảnh người khác tranh cãi. Momo cũng rất yêu quý Tappei. Cô bé hiện đã được đi học mẫu giáo và quen bạn Yuma (em trai Shouma - kém Miko 3 tuổi)

### Bạn bè của Miko

#### Các học sinh lớp 6-3
(Hiện các bạn đã lên lớp 7 trong chap hôm 2/5 trên tạp chí Cìao. Trong tập 33 ở Việt Nam - các bạn của Miko vẫn học lớp 6 tiểu học)
- Shimura Mari (志村まり?): Bạn thân của Miko và Yuko. Mari có hai người chị gái là Misaki và Mayumi. Tính cách Mari khá nóng nảy, có sao nói vậy nhưng lại vô cùng sôi nổi và có tinh thần quyết tâm cao. Cô bé luôn cố gắng hết mình trong việc vẽ và trau truốt bản thảo của mình để được đăng truyện trên tạp chí Ocha và đến giờ vẫn đều đặn gửi truyện dự thi mỗi khi tạp chí mở cuộc thi vẽ truyện tranh. Ước mơ sau này của Mari là trở thành một mangaka.Trong tập 30, truyện của Mari "Kẹp tóc tình yêu" (lấy cảm hứng từ Tappei và Miko) đã được đăng trên tạp chí Ocha.
- Ogawa Yuko: Bạn thân của Miko và Mari. Cô bé là người học giỏi, được nhiều bạn quý mến và thường là người giải quyết xung đột giữa Miko và Mari. Yuko có một người em trai và một người em gái. Cô bé có tính cách dịu dàng, dễ mến và được nhận xét là có ngoại hình xinh xắn. Yuko là bạn gái của Sato Kenta. Ước mơ sau này của cô bé là trở thành cô giáo mầm non hoặc mở một tiệm bánh cùng Kenta.
- Sato Kenta: Bạn thân của Tappei. Cậu là người vui tính, lạc quan và là thường xuyên tạo không khí trong lớp. Kenta cũng thường tham gia vào việc gán ghép Tappei với Miko và hay trêu chọc Tappei mỗi khi thấy cậu thân thiết với Miko. Gia đình Kenta sở hữu một tiệm bánh tên là "Sato Bakery". Cậu có một người em trai tên là Kanta. Kenta và Miko cũng đã quen nhau từ hồi mẫu giáo. Cậu là bạn trai của Yuko và có ước mơ trở thành chủ tiệm bánh ngon nhất Nhật Bản.
- Eguchi Tappei: Bạn thân của Kenta. Cậu có[2] cách ăn nói hơi thô lỗ nhưng thực ra lại vô cùng tốt bụng, hay xấu hổ và không giỏi biểu đạt cảm xúc thành hành động. Cậu thích chọc ghẹo Miko nhưng cũng nhiều lần giúp đỡ và rất hay quan tâm đến cô bé. Đặc biệt, trong 2 tập 27 và 33 ( ra mắt ngày 28/2/2020 bên Nhật), Tappei đã định tỏ tình nhưng không thành công với Miko. Tappei được nhiều bạn gái thích, đặc biệt là Tanimura Miho. Nhưng trong tập 32 "Tui thích Tappei",cậu đã thẳng thừng từ chối Miho. Gia đình Tappei có một tiệm tạp hóa tên là Lazy Moon. Cậu có nuôi một con mèo và đặt tên cho nó là Miko. Bố mẹ của cậu trước kia ly hôn nhưng nhờ sự giúp đỡ của Miko mà cuối cùng cũng đã tái hôn. Ước mơ của Tappei là  trở thành nhiếp ảnh gia hoặc vận động viên bóng chày.
- Yoshida Ikuya: Một học sinh gương mẫu và nổi tiếng học giỏi. Yoshida thường xuyên bị áp lực từ bố mẹ về việc học hành và phải đi học thêm rất nhiều, ngay cả trong những ngày nghỉ. Tính cách cậu khá người lớn, chững chạc hơn so với các bạn mình và đôi khi còn rất dũng cảm. Trong tập 32, ta thấy Yoshida rất có tài trượt băng. Yoshida có một người chị gái tên Hitomi. Cậu đặc biệt rất thích Miko, dù cô bé có tính cách trái ngược với mình và hay ghen tị với Tappei vì thấy hai người rất thân thiết với nhau. Cậu cũng khá thân thiết với Mari vì cô bé luôn giúp cậu trong việc theo đuổi Miko. Trong những tập gần đây, cô bé Haruna - chuyển đến từ Fukushima - đặc biệt thích Yoshida. Ước mơ sau này của Yoshida được vào đại học với người mình mến.
- Tanimura Miho: Một cô bé nữ tính và có tâm hồn lãng mạn. Cô bé có một người em gái tên là Mika. Miho rất thích Tappei và hay ghen tị với Miko vì thường xuyên được cậu chọc ghẹo. Cô bé cũng rất quyết tâm theo đuổi Tappei. Miho đã nhiều lần tặng sô-cô-la cho cậu vào ngày Valentine nhưng mãi vẫn chưa được đáp lại. Trong tập 32, Miho cuối cùng cũng bày tỏ tình cảm với Tappei nhưng bị cậu từ chối. Tuy thế, cô bé vẫn cảm thấy nhẹ nhõm khi đã có được câu trả lời rõ ràng từ Tappei. Ước mơ sau này của Miho là trở thành diễn viên hoặc người mẫu.
- Sakamoto Haruna: Một học sinh chuyển đến lớp Miko đến từ Fukushima. Sau vụ rò rỉ phóng xạ ở nhà máy hạt nhân Fukushima, gia đình cô bé đã phải sơ tán đến Tokyo. Haruna có một người em gái tên Natsumi. Cô bé rất quý mến Miko và các bạn và đặc biệt thích Yoshida. Trong tập 30, Haruna đã tỏ tình với Yoshida nhưng bị từ chối vì cậu thích Miko.
- Nomura Yoshiki: Một cậu học sinh ít nói, lầm lì nhưng chín chắn, người lớn. Yoshiki có khả năng cảm quan rất tốt và có khiếu nghệ thuật nổi bật trong lớp. Cậu luôn chủ trì mọi hoạt động của lớp từ diễn kịch, vẽ truyện đến làm phim. Cậu rất giỏi trong việc đạo diễn, vẽ vời và làm mô hình, đặc biệt là mô hình khủng long. Cậu cũng là một người hâm mộ nhiệt tình của loạt phim Godzilla. Yoshiki thích Miho nhưng vì biết Miho lại thích Tappei mà luôn tạo cơ hội cho hai người. Trong tập 32, cậu đã động viên Miho bày tỏ tình cảm với Tappei để có được câu trả lời rõ ràng và cuối cùng đã tỏ tình với cô bé. Ước mơ sau này của Yoshiki là trở thành một đạo diễn lừng danh thế giới.
- Morimoto Nozomi: Một cô bé thân thiện, vui vẻ và có sở thích vẽ truyện tranh hài. Nozomi từng bị bệnh máu trắng và phải nghỉ học giữa chừng để nhập viện. Tuy căn bệnh vô cùng nguy hiểm nhưng cô bé luôn lạc quan tin tưởng rằng mình sẽ khỏi bệnh. Khi ở trong viện, Nozomi đã giúp lớp mình vẽ tranh để kể chuyện trong buổi giao lưu với Hội người cao tuổi. Hiện tại Nozomi đã bình phục hoàn toàn và lại đi học đều đặn như bình thường. Ước mơ của cô bé sau này là trở thành một họa sĩ truyện tranh để đem lại tiếng cười cho người khác.
- Matsumoto Kaoru: Một cô bạn đã được Miko giúp đỡ khi không biết phải làm thế nào trước những dấu hiệu của tuổi dậy thì của con gái. Bố mẹ Kaoru đã li hôn và cô bé đang sống với bố mình. Kaoru là thành viên của đội bóng rổ nữ của lớp 6-3.
- Takahashi Yasuko: Bạn bè hay gọi thân mật là "Yakko". Đây là một cô bé nữ tính, rất quan tâm đến vẻ ngoài của mình (và cả người khác) và rất thích đọc tạp chí để cập nhật những phong cách mới nhất. Yakko khá vô tư và thẳng thắn, nghĩ sao nói vậy, nên đôi khi gây mất lòng người khác, ví dụ là Haruna trong tập 25.
- Chiharu: Bạn thân của Yakko, có sở thích khá giống nhau. Chiharu cũng rất thẳng thắn với cả con trai lẫn con gái, nghĩ sao nói đó. Cô bé từng thích Kenta nhưng hiện không còn nữa.
- Uranai: Một học sinh hơi khó gần, xuất hiện lần đầu trong tập 18. Cô bé có sở trường là xem bói nhưng lại không giỏi môn thể dục, đặc biệt là điền kinh nhưng nhờ sự động viên của Miko, Uranai đã vượt qua được buổi thi chạy.
- Akane: Bạn thân với Sae và Hitomi. Akane không ưa Mari cho lắm. Dù sao, trong tập 32, nhờ sự hòa đồng của mình, Miko đã gắn kết 2 người với nhau.
- Mizuki: Xuất hiện trong tập 22. Mizuki đã tham gia dàn hợp xướng cùng nhóm Miko trong buổi liên hoan tại trường Mẫu giáo Suginoki. Sở trường của cô bé là chơi đàn piano và đã tập đàn từ hồi 3 tuổi.
- Izawa: Một cậu học sinh hơi nóng tính, từng cạnh tranh với Yoshiki trong môn Mĩ thuật. Nhờ có Miko mà sau đó hai người đã làm hòa và trở nên thân thiết hơn. Ước mơ sau này của Izawa là thi vào trường Mỹ thuật và trở thành một họa sỹ tranh minh họa.
- Yuta: Xuất hiện trong tập 33. Cậu tuy có thân hình mập mạp nhưng chơi piano rất hay. Yuta đã đàn bản "Thiên đường và địa ngục" của Castella Ichiban để làm nhạc cổ vũ thay cho loa trường đã bị hỏng (chương "Lớp 6/3 tiến lên")
- Sae
- Hitomi
- Watanabe Hiroshi
- Nasu Takashi
- Kinoshita: Xuất hiện trong tập 9, chương "Sao chỉ mình là chưa nhỉ". Là lớp trưởng của lớp 6- 3.

##### Các học sinh lớp khác
- Takuto Nakazawa: Học sinh lớp 6-1, tham gia câu lạc bộ Manga cùng Miko và Mari. Nakazawa rất hâm mộ và thích Mari.
- Tobita: Học sinh lớp 6-1, tính cách khá hiền lành. Cậu từng bị bạn cùng lớp là Seiji bắt nạt nên phải nghỉ học một thời gian, do đó cũng không thể đi chuyến du lịch học tập cùng các bạn dù rất muốn tham gia. Sau đó, vì suy nghĩ quá nhiều mà phần hồn của Tobita đã lìa khỏi xác cậu và bay tới tận địa điểm mà cả trường đang du lịch. Miko và Tappei đã nhìn thấy cậu và cùng cậu lập kế hoạch hù dọa hội Seiji để trả thù. Kế hoạch sau đó đã thành công và Seiji thì hứa rằng sẽ không bắt nạt ai nữa. Cuối cùng, Tobita đã được mẹ đưa đến Izu để vui chơi cùng các bạn và làm hòa với Seiji.

### Các nhân vật khác
- Kobayashi Yuka: Bạn gái của Yamada Mamoru, rất dễ thương, học giỏi, có tính cách dịu dàng, nữ tính và hiền hòa. Cô bé rất khéo tay, từng tự làm sô-cô-la và đan khăn quàng cổ để tặng cho Mamoru vào mỗi dịp Lễ Valentine
- Thầy Onishi: Thầy chủ nhiệm của lớp Miko. Thầy là một giáo viên giàu kinh nghiệm, yêu học trò và có niềm đam mê với đồ gốm. Thầy được tiết lộ là sinh ngày 16/10.
- Shouma: Kém Miko 3 tuổi, xuất hiện lần đầu trong tập 15 (Shouma ương bướng) được gửi vào câu lạc bộ thiếu nhi. Cậu bé có tính cách ngang ngạnh, khó bảo, nóng tính và hay giải quyết vấn đề bằng cách... đánh nhau. Tuy thế, sau khi gặp được Miko thì cậu đã dần thay đổi và cố gắng thân thiết hơn với người khác. Bố mẹ Shouma đã li hôn nên cậu bé hiện sống cùng mẹ mình và em trai Yuma.
- Yuma: Em trai của Shouma, từng học cùng lớp mẫu giáo với Momo và thích cô bé.
- Eguchi Makiko: Mẹ của Tappei, là chủ tiệm tạp hóa Lazy Moon đã từng li thân với chồng nhưng nhờ Miko và Tappei mà 2 người đã quay lại với nhau.
- Hayato: Anh họ của Miko, đã có bạn gái tên là Junko.
- Ông chủ tiệm sách Bunbun: Hơi nóng tính, không ưa những người hay đứng coi cọp trong tiệm, nhưng đôi khi ông rất tốt bụng, hòa đồng.
- Bà thầy bói: Một người bí ẩn, thường xuất hiện mỗi khi Miko mong muốn biết được tương lai hay quá khứ. Bà từng đưa Miko và Tappei đến tương lai khi mọi người đã trở thành người lớn và cho Miko trở về quá khứ năm 2000 để gặp bố mẹ mình hồi còn học đại học, giúp giải quyết xích mích giữa hai người ở thời điểm hiện tại. Bà cũng đã bán loại sô-cô-la thần kỳ (khiến cho người được tặng ăn vào sẽ thích người tặng) cho Miho và Yoshida vào dịp Valentine để tặng người mình thích là Tappei và Miko.
- Ông, bà ngoại Miko
- Ông, bà nội Miko

## Manga

### Phát hành
Nhóc Miko! - Cô bé nhí nhảnh được viết và minh họa bởi Mangaka Ono Eriko. Truyện đã được xuất bản bởi Shogakukan trên tạp chí manga shoujo Ciao từ năm 1995. Các chương nối tiếp đã được xuất bản thành 35 tập tankōbon . Ngoài ra, những câu chuyện nổi tiếng từ bộ truyện đã được tái bản trong ba tuyển tập có tên Miiko Selection (み い 子 セ レ ク シ ョ ン) .

### Danh sách các tập TakõbonNhóc Miko! - Cô bé nhí nhảnh
Dưới đây là danh sách một số tập Tankōbon của bộ manga Nhóc Miko! - Cô bé nhí nhảnh do nhà xuất bản Shogakukan phát hành.
| Danh sách tập | Ngày phát hành            | ISBN              |
| ------------- | ------------------------- | ----------------- |
| 1             | Ngày 26 tháng 6 năm 1995  | 4-09-136571-X     |
| 2             | Ngày 13 tháng 12 năm 1995 | 4-09-136572-8     |
| 3             | Ngày 26 tháng 6 năm 1996  | 4-09-136573-6     |
| 4             | Ngày 26 tháng 3 năm 1997  | 4-09-136574-4     |
| 5             | Ngày 25 tháng 10 năm 1997 | 4-09-136575-2     |
| 6             | Ngày 25 tháng 6 năm 1998  | 4-09-136576-0     |
| 7             | Ngày 24 tháng 2 năm 1999  | 4-09-136577-9     |
| 8             | Ngày 22 tháng 6 năm 1999  | 4-09-136578-7     |
| 9             | Ngày 26 tháng 1 năm 2000  | 4-09-136579-5     |
| 10            | Ngày 26 tháng 10 năm 2002 | 4-09-136580-9     |
| 11            | Ngày 23 tháng 8 năm 2001  | 4-09-138111-1     |
| 12            | Ngày 26 tháng 7 năm 2002  | 4-09-138112-X     |
| 13            | Ngày 26 tháng 3 năm 2003  | 4-09-138113-8     |
| 14            | Ngày 26 tháng 1 năm 2004  | 4-09-138114-6     |
| 15            | Ngày 28 tháng 8 năm 2004  | 4-09-138115-4     |
| 16            | Ngày 27 tháng 4 năm 2005  | 4-09-138116-2     |
| 17            | Ngày 1 tháng 2 năm 2006   | 4-09-130298-X     |
| 18            | Ngày 27 tháng 12 năm 2006 | 4-09-130807-4     |
| 19            | Ngày 1 tháng 10 năm 2007  | 978-4-09-131259-4 |
| 20            | Ngày 25 tháng 7 năm 2008  | 978-4-09-131769-8 |
| 21            | Ngày 1 tháng 6 năm 2009   | 978-4-09-132345-3 |
| 22            | Ngày 28 tháng 4 năm 2010  | 978-4-09-133254-7 |
| 23            | Ngày 1 tháng 3 năm 2011   | 978-4-09-133635-4 |
| 24            | Ngày 30 tháng 3 năm 2012  | 978-4-09-134449-6 |
| 25            | Ngày 26 tháng 12 năm 2012 | 978-4-09-135119-7 |
| 26            | Ngày 1 tháng 11 năm 2013  | 978-4-09-135600-0 |
| 27            | Ngày 30 tháng 10 năm 2014 | 978-4-09-135600-0 |
| 28            | Ngày 1 tháng 10 năm 2015  | 978-4-09-137886-6 |
| 29            | Ngày 30 tháng 6 năm 2016  | 978-4-09-138604-5 |
| 30            | Ngày 29 tháng 6 năm 2017  | 978-4-09-139445-3 |
| 31            | Ngày 29 tháng 6 năm 2018  | 978-4-09-870189-6 |

## Anime
Hiện nay bộ truyện đã được chuyển thể thành anime do Toei Animation sản xuất và đạo diễn là Yoshizaka Takao. Bộ phim này dài khoảng 42 tập do TV Asahi phát sóng.
| #  | Tên tập phim | Ngày phát sóng       |
| -- | --- | -------------------- |
| 01 | "Miiko ni Omakase!" (みい子におまかせ!)                                                                                      | 14 tháng 2 năm 1998  |
| 02 | "Test wa Tsurai yo!" (テストはつらいよ!)                                                                                     | 21 tháng 2 năm 1998  |
| 03 | "Kaze Hikitaai!" (カゼひきたーい!)                                                                                           | 28 tháng 2 năm 1998  |
| 04 | "Sharp Pen Kaeshite!" (シャープペン返して!)                                                                                  | 7 tháng 3 năm 1998   |
| 05 | "Miiko Imechen!" (みい子イメチェン!)                                                                                         | 14 tháng 3 năm 1998  |
| 06 | "Gomen ne! Yukko-chan" (ごめんね!ユッコちゃん)                                                                               | 21 tháng 3 năm 1998  |
| 07 | "April Fool ni Chui!" (エイプリルフールに注意!)                                                                              | 28 tháng 3 năm 1998  |
| 08 | "Atashi ga Gakkyuuiin!?" (あたしが学級委員!?)                                                                                | 11 tháng 4 năm 1998  |
| 09 | "Diet Taisaku Ikusa!" (ダイエット大作戦!)                                                                                    | 18 tháng 4 năm 1998  |
| 10 | "Koinu Kaitaai!" (小犬飼いたーい!)                                                                                           | 25 tháng 4 năm 1998  |
| 11 | "Tanjoubi Datteba!" (誕生日だってば!)                                                                                        | 2 tháng 3 năm 1998   |
| 12 | "Doki Doki! H na Shashin?" (ドキドキ! Hな写真?)                                                                              | 9 tháng 3 năm 1998   |
| 13 | "Baaba ga Yatte Kita!" (ばあばがやって来た!)                                                                                 | 23 tháng 3 năm 1998  |
| 14 | "Doughnut Taisaku Ikusa!" (ドーナツ大作戦!)                                                                                  | 30 tháng 3 năm 1998  |
| 15 | "Mari-chan no Manga Michi!" (まりちゃんのまんが道!)                                                                          | 6 tháng 6 năm 1998   |
| 16 | "Fan Club ni Iritai!" (ファンクラブに入りたい!)                                                                              | 13 tháng 6 năm 1998  |
| 17 | "Kattobase! Mamoru" (かっとばせ! まもる)                                                                                     | 20 tháng 6 năm 1998  |
| 18 | "Atashi tte Kusai?" (あたしってクサイ?)                                                                                      | 27 tháng 6 năm 1998  |
| 19 | "Hannin wa Dare da!?" (犯人は誰だ!?)                                                                                         | 4 tháng 7 năm 1998   |
| 20 | "Sugoi Sakubun Kakitai!" (すごい作文書きたい!)                                                                               | 11 tháng 7 năm 1998  |
| 21 | "Oyoge! Mamoru-kun" (泳げ!まもるくん)                                                                                        | 18 tháng 7 năm 1998  |
| 22 | "Sansaku Gattai Natsuyasumi Tokubetsu Mystery Fushigi na Hako no Monogatari" (三作合体夏休み特別ミステリー ふしぎな箱の物語) | 25 tháng 7 năm 1998  |
| 23 | "Miiko Porori! no Hi" (みい子ポロリ! の日)                                                                                   | 8 tháng 8 năm 1998   |
| 24 | "Natsumatsuri de Doki Doki!" (夏祭りでドキドキ!)                                                                             | 15 tháng 8 năm 1998  |
| 25 | "Natsuyasumi wa Ohiru Gohan Inochi!" (夏休みはお昼ごはん命!)                                                                 | 22 tháng 8 năm 1998  |
| 26 | "Natsuyasumi wa Ryokou da mon!" (夏休みは旅行だもん!)                                                                        | 29 tháng 8 năm 1998  |
| 27 | "Ooedo Taihen Ki" (大江戸大変記)                                                                                             | 12 tháng 9 năm 1998  |
| 28 | "Happyou! Miiko no Suki na Hito" (発表! みい子の好きな人)                                                                    | 26 tháng 9 năm 1998  |
| 29 | "Kanningu Shi Chatta!" (カンニングしちゃった!)                                                                               | 3 tháng 10 năm 1998  |
| 30 | "Undoukai desu! Sankumi Fight!!" (運動会です! 三組ファイト!!)                                                                | 10 tháng 10 năm 1998 |
| 31 | "Mari Kyuukyoku no Sentaku! Koi to Manga" (まり究極の選択! 恋VS[と]マンガ)                                                   | 17 tháng 10 năm 1998 |
| 32 | "Aneki wa Tsurai yo!" (アネキはつらいよ!)                                                                                    | 31 tháng 10 năm 1998 |
| 33 | "Yuuenchi de Hatsu Date!" (遊園地で初デート!)                                                                                | 14 tháng 11 năm 1998 |
| 34 | "Gakugeikai! {Chin} 3 Hiki no Kobuta" (学芸会! {珍}3匹の子ブタ)                                                              | 21 tháng 11 năm 1998 |
| 35 | "Fuufu Genka de Dai Pinch!" (夫婦ゲンカで大ピンチ!)                                                                          | 28 tháng 11 năm 1998 |
| 36 | "Mafuyu no Hot Day!" (真冬のホットデイ!)                                                                                     | 12 tháng 12 năm 1998 |
| 37 | "Namida no Present!" (涙のプレゼント!)                                                                                       | 19 tháng 12 năm 1998 |
| 38 | "Ooedo Taihen Ki II" (大江戸大変記II)                                                                                        | 9 tháng 1 năm 1999   |
| 39 | "Yoshiki Eigakantoku Debut!" (ヨシキ映画監督デビュー!)                                                                       | 16 tháng 1 năm 1999  |
| 40 | "Usotsuki wa Itai?" (うそつきは痛い?)                                                                                        | 23 tháng 1 năm 1999  |
| 41 | "Hajimete no Sukii!" (はじめてのスキー!)                                                                                     | 30 tháng 1 năm 1999  |
| 42 | "Bai Bai Ryuuhei-kun!" (バイバイ竜平くん!)                                                                                   | 6 tháng 2 năm 1999   |